# Berson
Pour les articles homonymes, voir Berson (homonymie).
Berson est une commune du Sud-Ouest de la France, dans le département de la Gironde (région Nouvelle-Aquitaine).
Ses habitants sont appelés les Bersonnais.

## Géographie

### Localisation

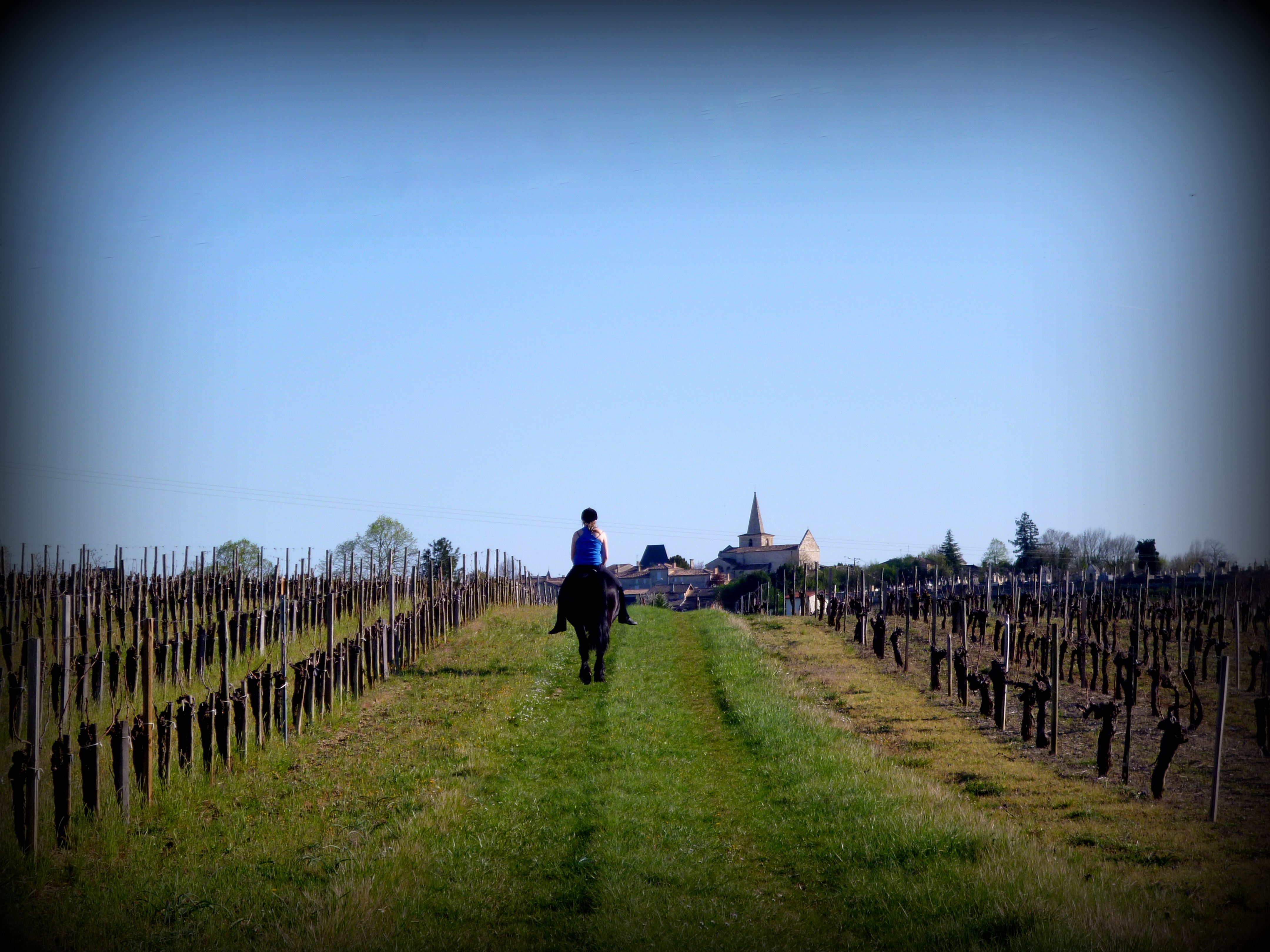
Les vignes à Berson.

Berson est une commune viticole située dans le Blayais à six kilomètres à l'est de Blaye.
73% de son territoire se compose de cultures permanentes (Corine Land Cover).
Son bourg est excentré au sud de son territoire et de la RD137, qui le divise d'ouest en est.

### Communes limitrophes
Les communes limitrophes sont  Cars, Plassac, Saint-Christoly-de-Blaye, Saint-Ciers-de-Canesse, Saint-Girons-d'Aiguevives, Saint-Paul, Saint-Trojan et Teuillac.
| Cars                   | Saint-Paul   | Saint-Girons-d'Aiguevives |
| Plassac                | Berson       | Saint-Christoly-de-Blaye  |
| Saint-Ciers-de-Canesse | Saint-Trojan | Teuillac                  |

### Relief et hydrographie
Berson se présente sous la forme d'un plateau vallonné, culminant à 90m NGF au lieu-dit La Cibarde, et redescendant à des altitudes minimales de 33m en limite nord-est de la commune et de 11m au sud-est de la commune. Elle se place à l'interfluve de 3 bassins versants : du Moulin au nord, du Moron à l'est et du Brouillon à l'ouest.
La commune est traversée par :
- le Bourdillot, qui prend sa source sur Berson et se jette dans Le Moron sur la commune Cézac, à l'est.
- le ruisseau du Brouillon, qui prend sa source sur la commune de Cars et se jette dans la Gironde sur la commune de Plassac.

### Voies de communication et transports
La commune est desservie par :
- la RD137, reliant Blaye à Saint-André-de-Cubzac, en divisant la commune d'ouest en est,
- la RD135, reliant Blaye à la RD133, en traversant le bourg
- la RD251, reliant Bourg à la RD133, à l'ouest de la commune, en passant par le bourg de Berson,
- les RD251E1 et RD252E2, reliant le bourg de Berson à la RD22, au nord.

La gare la plus proche est la gare de Saint-André-de-Cubzac, utilisé par Transport Express Régional.
La ligne 202 du service régional de cars Transgironde, empruntant la RD133 permet de relier Berson à la gare. Trois arrêts sont proposés sur Berson à : La Croix Blanche, Bel-Air et au bourg.
Une aire de covoiturage existe à Bel-Air, au voisinage du carrefour giratoire de la RD137 et de la RD251.

### Climat
Pour des articles plus généraux, voir Climat de la Nouvelle-Aquitaine et Climat de la Gironde.
Historiquement, la commune est exposée à un climat océanique aquitain.  
En 2020, Météo-France publie une typologie des climats de la France métropolitaine dans laquelle la commune est exposée à un climat océanique et est dans la région climatique  Aquitaine, Gascogne, caractérisée par une pluviométrie abondante au printemps, modérée en automne, un faible ensoleillement au printemps, un été chaud (19,5 °C), des vents faibles, des brouillards fréquents en automne et en hiver et des orages fréquents en été (15 à 20 jours).
Pour la période 1971-2000, la température annuelle moyenne est de 12,9 °C, avec une amplitude thermique annuelle de 14,7 °C. Le cumul annuel moyen de précipitations est de 912 mm, avec 12,6 jours de précipitations en janvier et 7,1 jours en juillet. Pour la période 1991-2020, la température moyenne annuelle observée sur la station météorologique la plus proche, située sur la commune de Saint-Savin à 11 km à vol d'oiseau, est de 13,9 °C et le cumul annuel moyen de précipitations est de 835,2 mm,. Pour l'avenir, les paramètres climatiques de la commune estimés pour 2050 selon différents scénarios d’émission de gaz à effet de serre sont consultables sur un site dédié publié par Météo-France en novembre 2022.

## Urbanisme

### Typologie
Au 1er janvier 2024, Berson est catégorisée commune rurale à habitat dispersé, selon la nouvelle grille communale de densité à sept niveaux définie par l'Insee en 2022.
Elle est située hors unité urbaine. Par ailleurs la commune fait partie de l'aire d'attraction de Bordeaux, dont elle est une commune de la couronne,. Cette aire, qui regroupe 275 communes, est catégorisée dans les aires de 700 000 habitants ou plus (hors Paris),.

### Occupation des sols

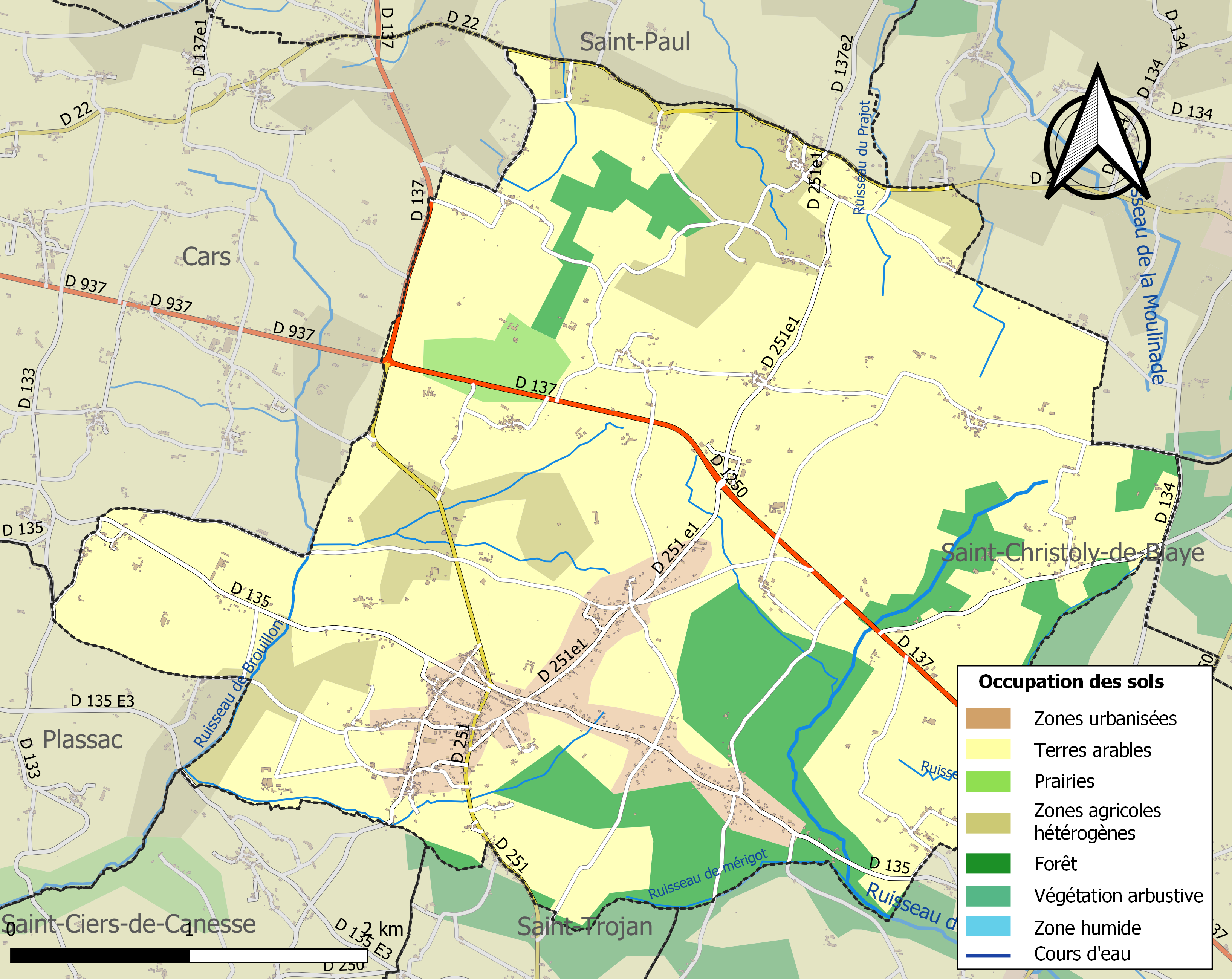
Carte des infrastructures et de l'occupation des sols de la commune en 2018 (CLC).

L'occupation des sols de la commune, telle qu'elle ressort de la base de données européenne d’occupation biophysique des sols Corine Land Cover (CLC), est marquée par l'importance des territoires agricoles (81,3 % en 2018), en diminution par rapport à 1990 (85,1 %). La répartition détaillée en 2018 est la suivante : 
cultures permanentes (69,8 %), forêts (12,5 %), zones agricoles hétérogènes (10 %), zones urbanisées (6,2 %), prairies (1,5 %). L'évolution de l’occupation des sols de la commune et de ses infrastructures peut être observée sur les différentes représentations cartographiques du territoire : la carte de Cassini (XVIIIe siècle), la carte d'état-major (1820-1866) et les cartes ou photos aériennes de l'IGN pour la période actuelle (1950 à aujourd'hui).

### Logements
En 2016, la commune compte 862 logements dont 749 résidences principales et 57 résidences secondaires ou logements occasionnels. Entre 2006 et 2016, le parc de logements a progressé de 116 logements.
En 2016, 50,8% des résidences principales ont été achevées avant 1945.

### Risques
La commune est concernée par :
- le risque technologique lié aux transports de matières dangereuses,
- les risques d'inondations par débordement de cours d'eau et de tempêtes,
- le risque sismique de niveau 2 - faible.

### Plans et schémas
La commune est dotée d’un Plan Local d’Urbanisme approuvé le 3 février 2010, modifié le 3 février 2013.
La commune est concernée par :
- le SCOT Haute Gironde[15],
- le PCAET de la Communauté de communes de Blaye[16],
- le SAGE Estuaire de la Gironde et milieux associés[17],
- le SAGE Nappes Profondes de Gironde,
- le SDAGE Adour-Garonne.

## Héraldique
| Armes | Les armes de Berson se blasonnent ainsi : D'azur au sautoir en filet d'argent cantonné, en chef et aux flancs, de trois moulins à vent du même et, en pointe, d'une grappe de raisin de gueules tigée, vrillée et feuillée de deux pièces de sinople. |

## Politique et administration

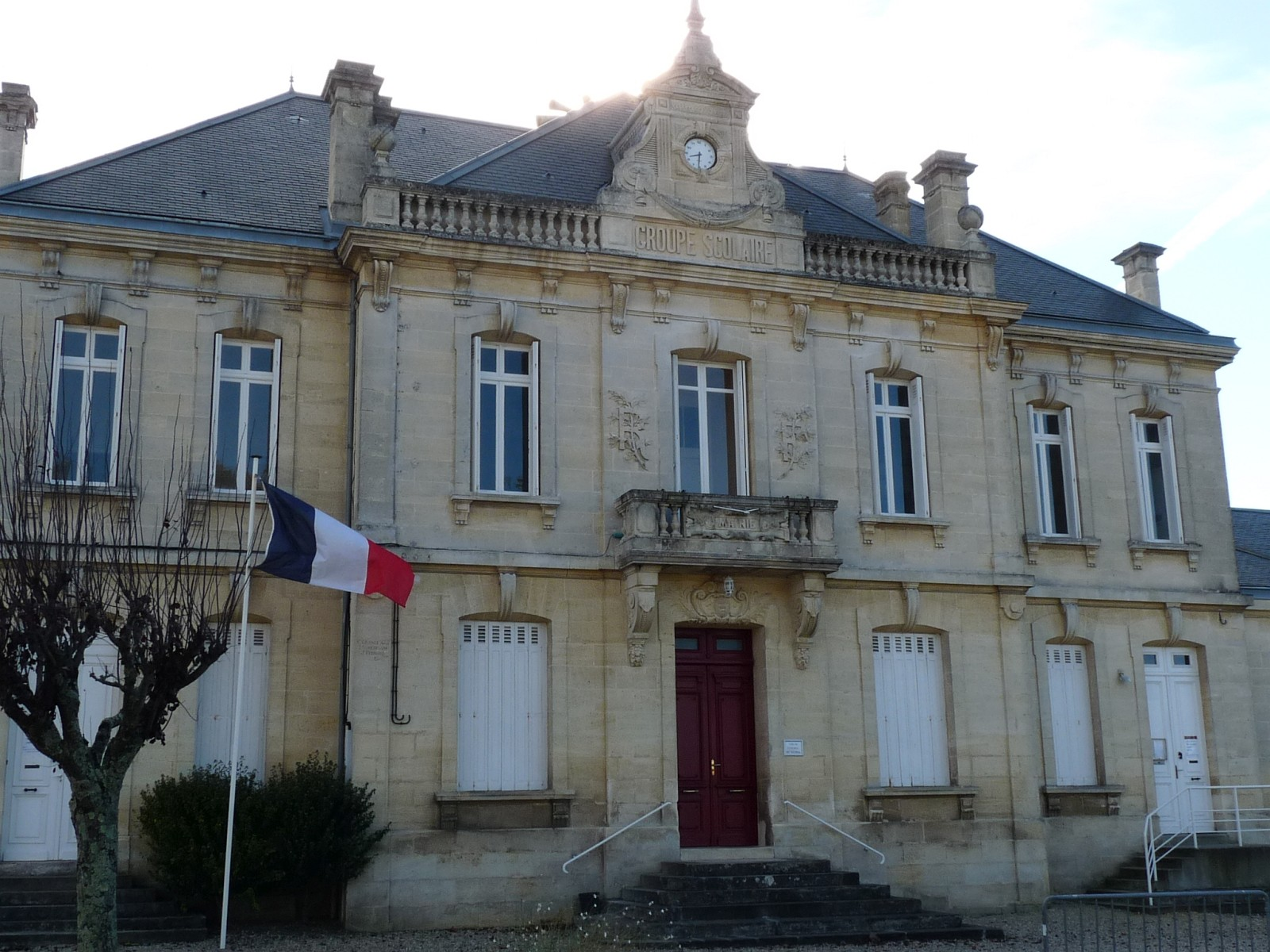
La mairie

| Période                                  | Période       | Identité          | Étiquette | Qualité           |
| ---------------------------------------- | ------------- | ----------------- | --------- | ----------------- |
| Les données manquantes sont à compléter. |               |                   |           |                   |
| mai 1935                                 | mars 1977     | Marc Pauzet       |           | Sénateur          |
| mars 1977                                | mars 1983     | Roger Robert      |           |                   |
| mars 1983                                | mai 2020      | Jacky Roturier    | DVD       | Retraité agricole |
| mai 2020                                 | décembre 2024 | Sébastien Trebucq |           |                   |
| décembre 2024                            | En cours      | Jacques Davoust   |           |                   |

## Démographie
L'évolution du nombre d'habitants est connue à travers les recensements de la population effectués dans la commune depuis 1793. Pour les communes de moins de 10 000 habitants, une enquête de recensement portant sur toute la population est réalisée tous les cinq ans, les populations de référence des années intermédiaires étant quant à elles estimées par interpolation ou extrapolation. Pour la commune, le premier recensement exhaustif entrant dans le cadre du nouveau dispositif a été réalisé en 2007.

En 2022, la commune comptait 1 833 habitants, en évolution de +2,35 % par rapport à 2016 (Gironde : +6,91 %, France hors Mayotte : +2,11 %).
| 1793  | 1800  | 1806  | 1821  | 1831  | 1836  | 1841  | 1846  | 1851  |
| ----- | ----- | ----- | ----- | ----- | ----- | ----- | ----- | ----- |
| 1 700 | 1 804 | 1 759 | 1 950 | 1 923 | 1 673 | 1 794 | 1 800 | 1 841 |

| 1856  | 1861  | 1866  | 1872  | 1876  | 1881  | 1886  | 1891  | 1896  |
| ----- | ----- | ----- | ----- | ----- | ----- | ----- | ----- | ----- |
| 1 834 | 1 831 | 1 814 | 1 816 | 1 788 | 1 817 | 1 674 | 1 769 | 1 800 |

| 1901  | 1906  | 1911  | 1921  | 1926  | 1931  | 1936  | 1946  | 1954  |
| ----- | ----- | ----- | ----- | ----- | ----- | ----- | ----- | ----- |
| 1 850 | 1 834 | 1 835 | 1 708 | 1 723 | 1 622 | 1 528 | 1 447 | 1 474 |

| 1962  | 1968  | 1975  | 1982  | 1990  | 1999  | 2006  | 2007  | 2012  |
| ----- | ----- | ----- | ----- | ----- | ----- | ----- | ----- | ----- |
| 1 528 | 1 449 | 1 467 | 1 531 | 1 490 | 1 518 | 1 675 | 1 697 | 1 774 |

| 2017  | 2022  | - | - | - | - | - | - | - |
| ----- | ----- | - | - | - | - | - | - | - |
| 1 795 | 1 833 | - | - | - | - | - | - | - |

## Équipements, services et vie locale
Berson a mis en place, par étapes, un programme d'accessibilité aux personnes, avec la création de trottoirs, accessibilité aux personnes handicapées, regroupement des commerces (supérette, coiffeur, pharmacie, cabinet dentaire).

### Enseignement
La commune dispose d'une petite bibliothèque, incluse dans le groupe scolaire.

### Sports
- Club d'équitation
- Club de voile.
- Stade et son propre club de football.
- Club bersonnais de tennis
- Club de pétanque
- Gymnastique féminine bersonnaise.

### Culture
- Maison des associations
- Ecole de musique et son orchestre d'harmonie.

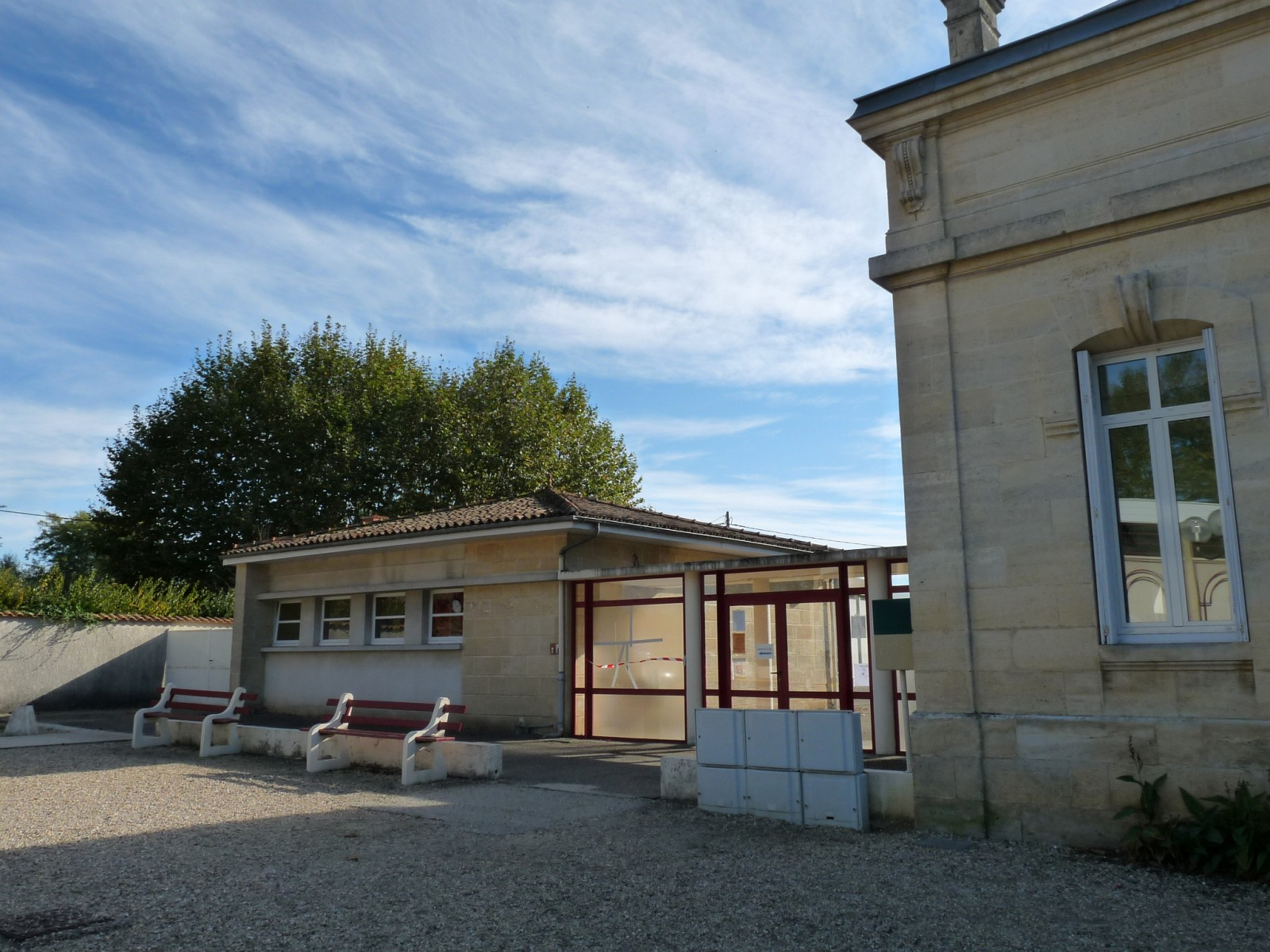
L'école
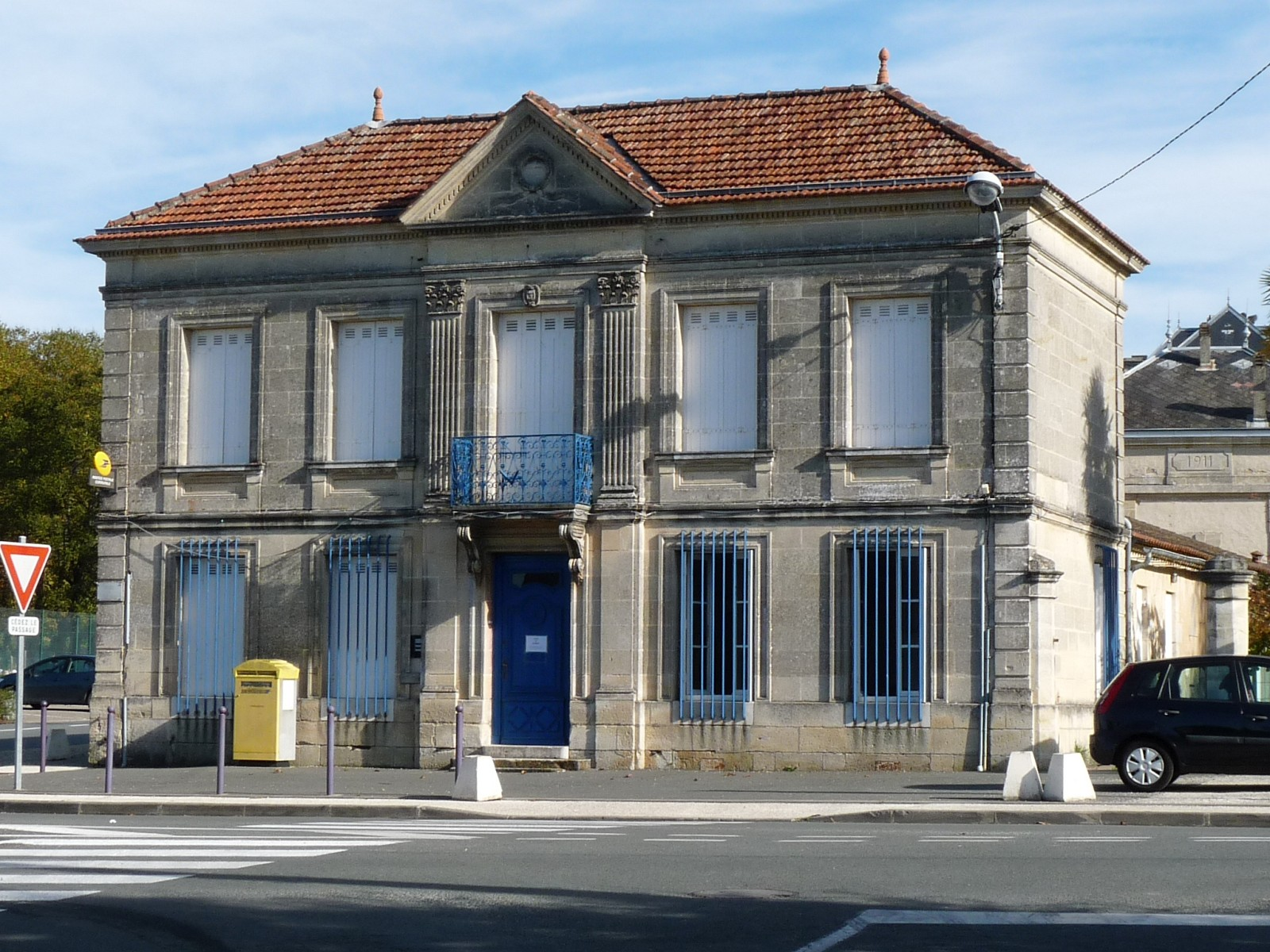
La poste
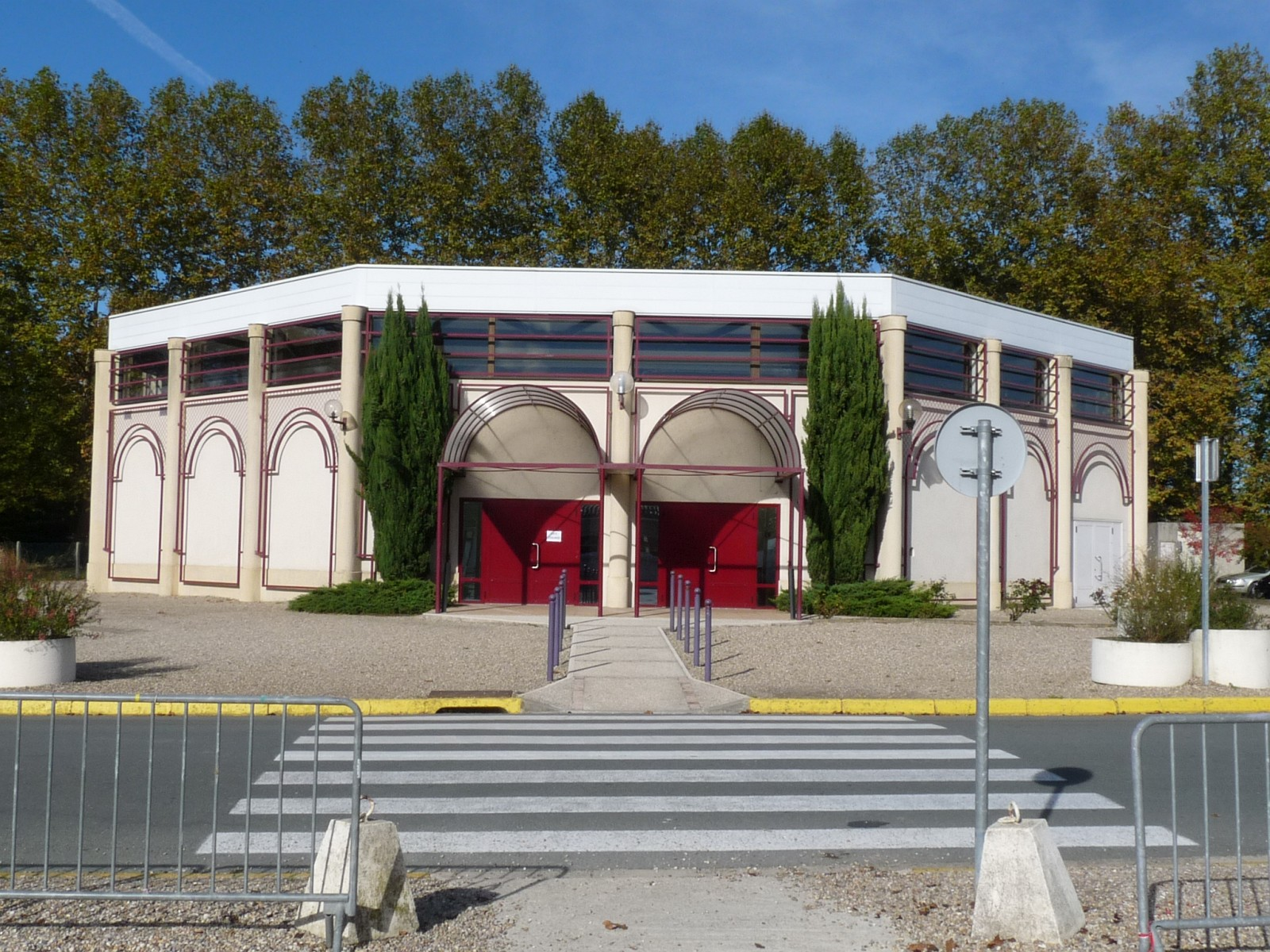
La salle des fêtes

## Lieux et monuments

### Patrimoine religieux
Église paroissiale Saint-Saturnin, église date initialement du XIIe siècle, mais sa nef a été reconstruite au XVIe siècle. Elle est classée monument historique depuis 1909.

L'église Saint-Saturnin
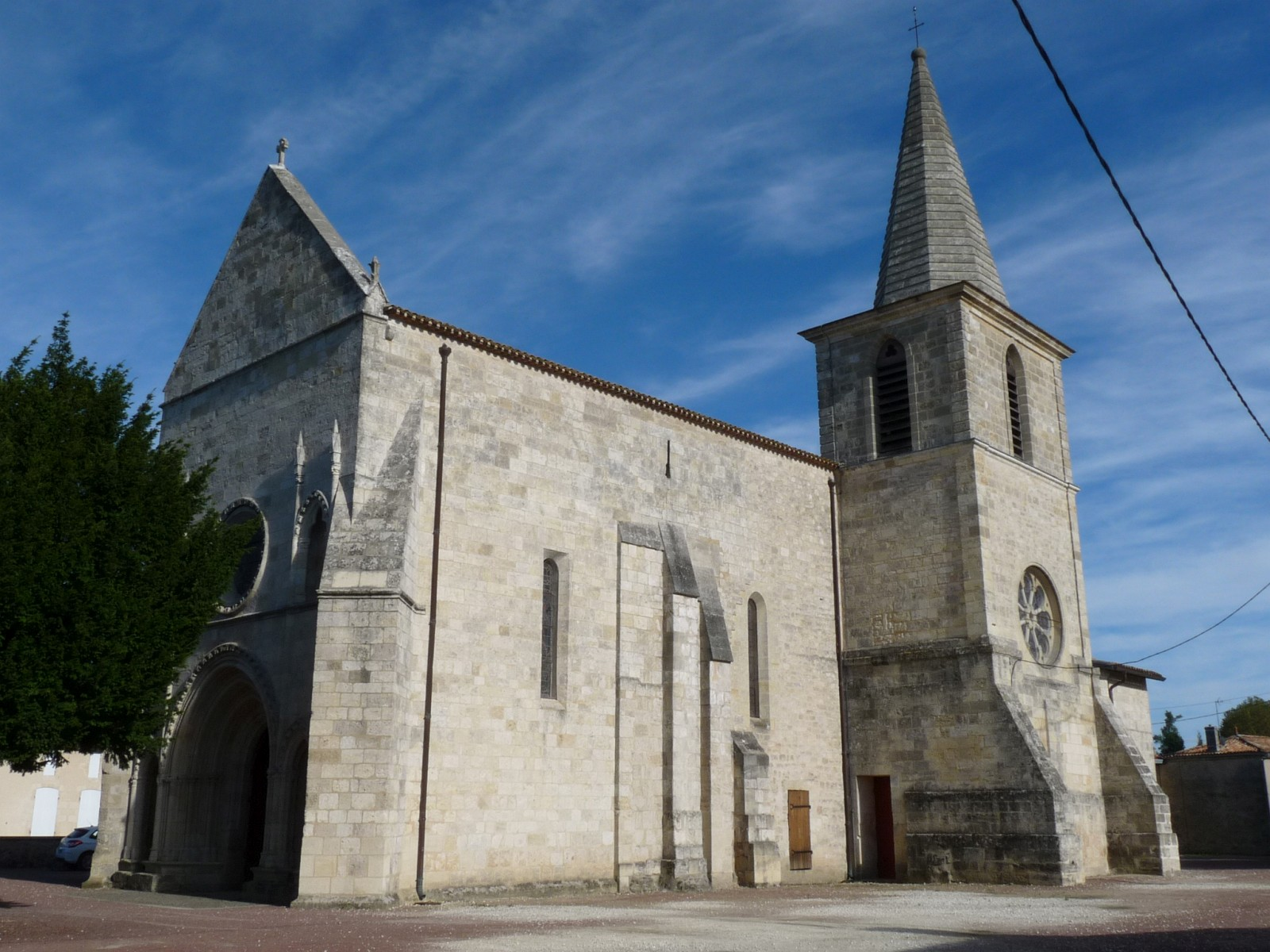
Vue générale
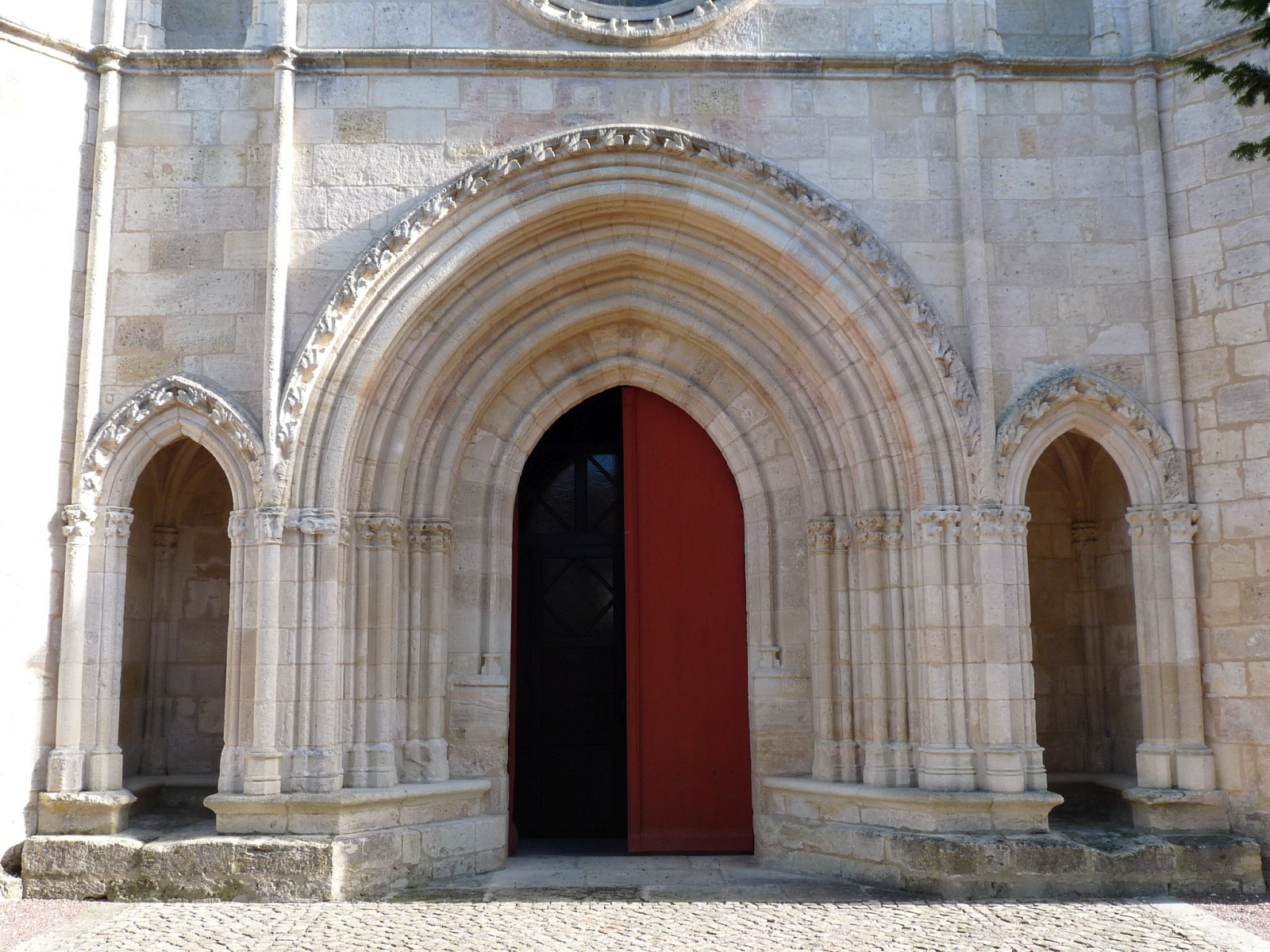
Le portail
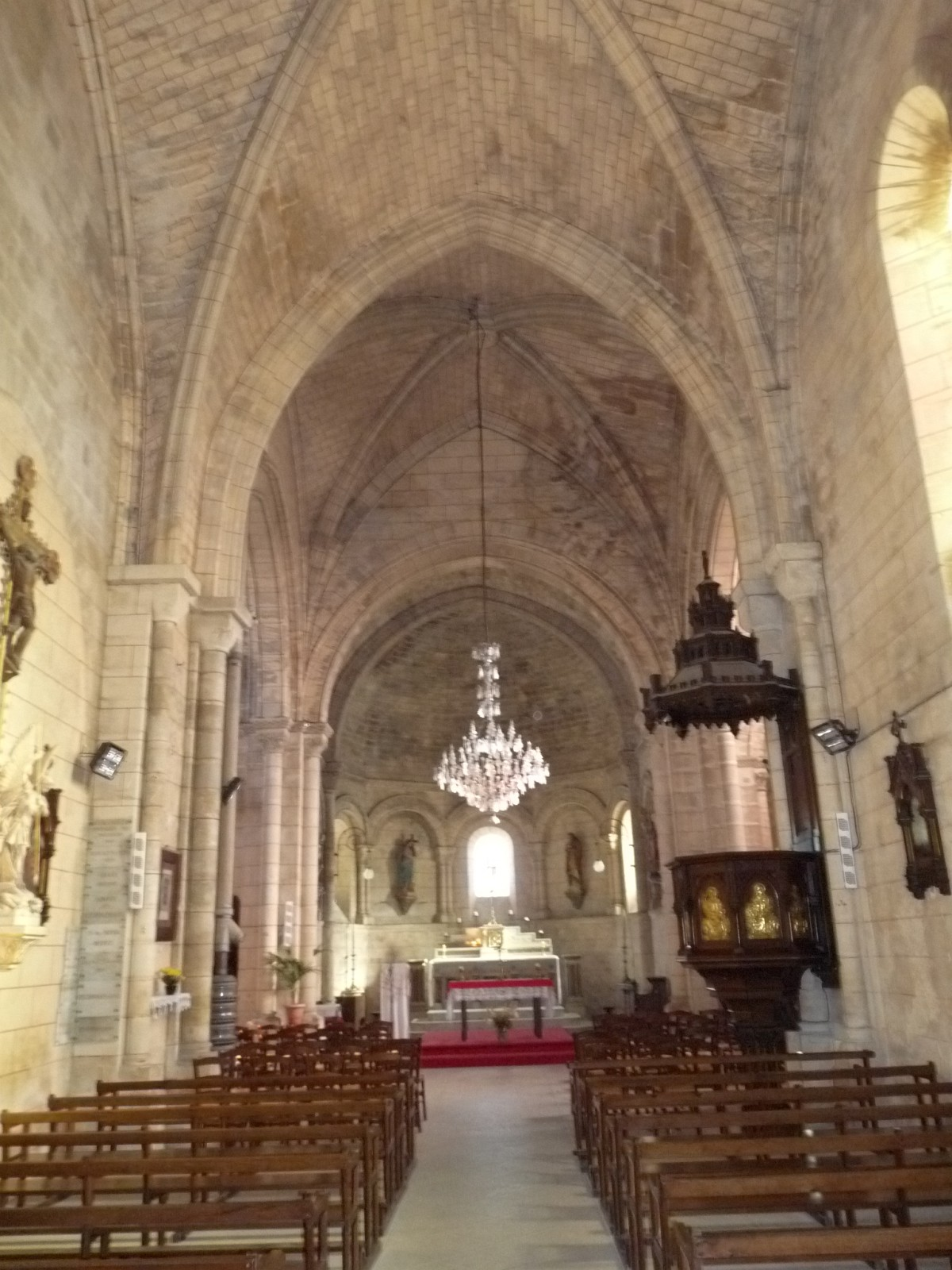
La nef gothique
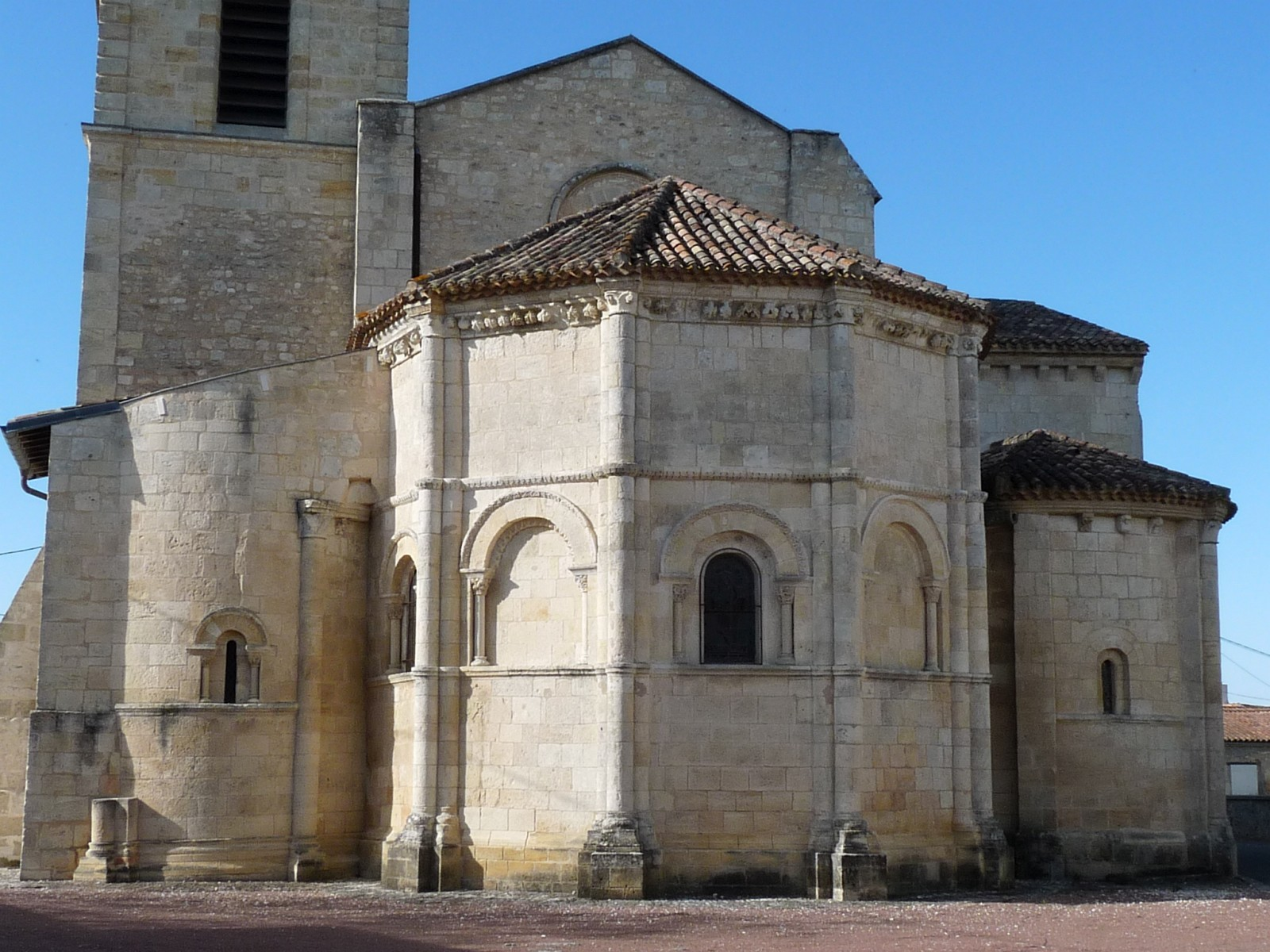
L'abside du XIIe siècle

### Patrimoine civil
- La maison forte de Boisset date des XVe et XVIIe siècles[25]. Elle est inscrite monument historique depuis 2002[26].
- Au Cau de Berson le monument du 19 août 1944, rappelant un des derniers combats de la Seconde Guerre mondiale.
- Château de Poton
- Château Puynard
- On peut également citer la présence de grandes maisons bourgeoises dans le bourg et dans les alentours.

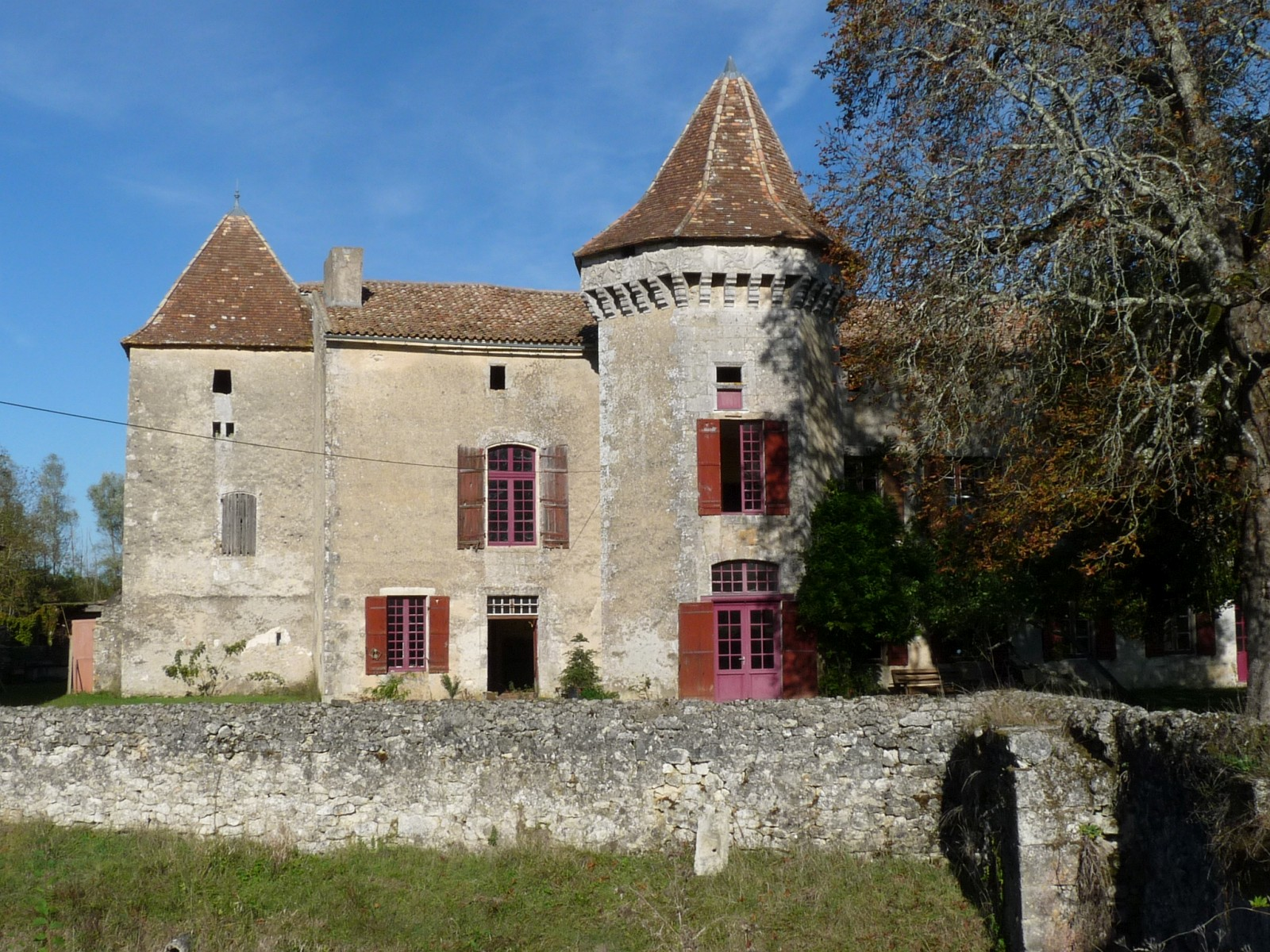
La maison forte de Boisset
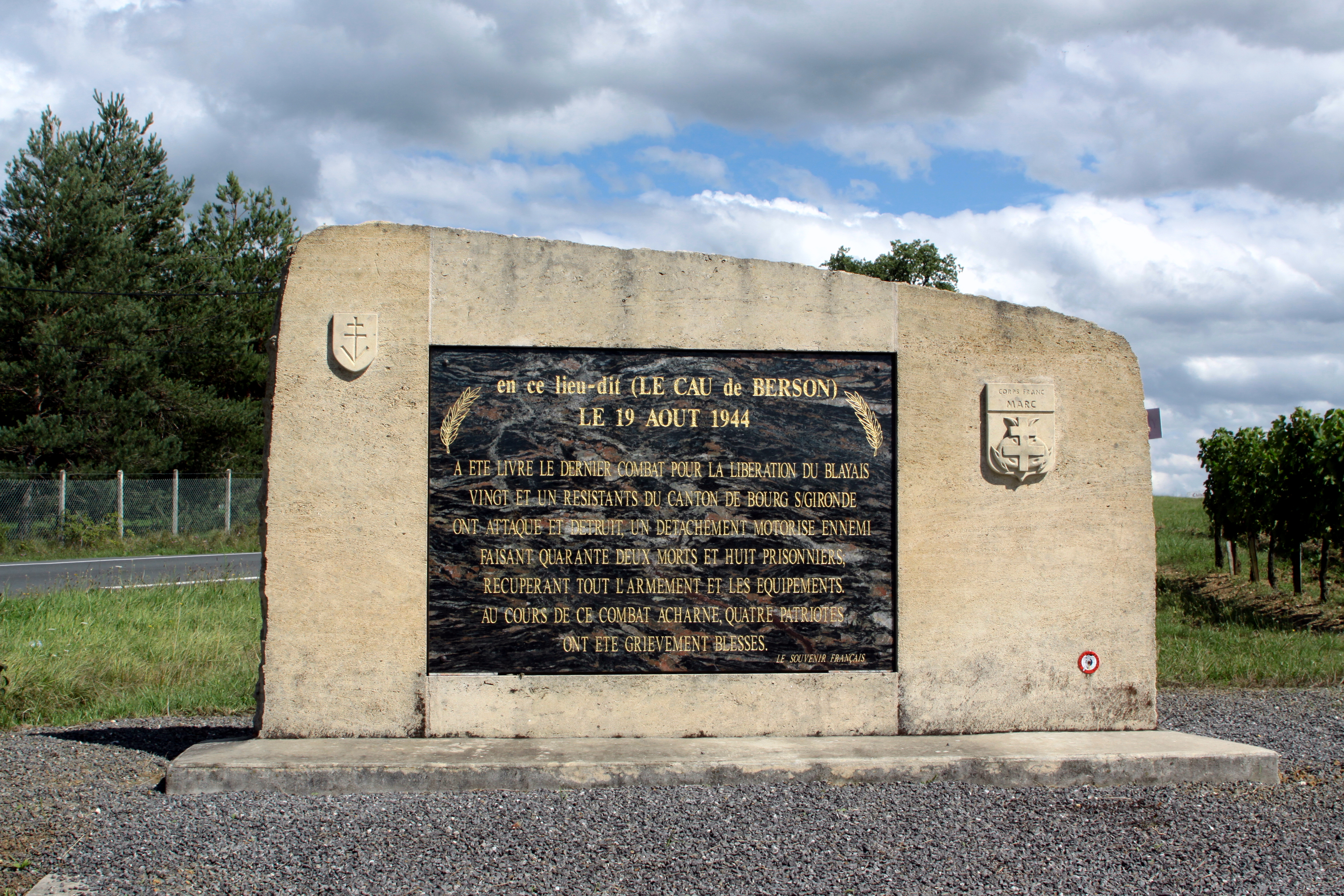
Le Cau de Berson, monument des Résistants.
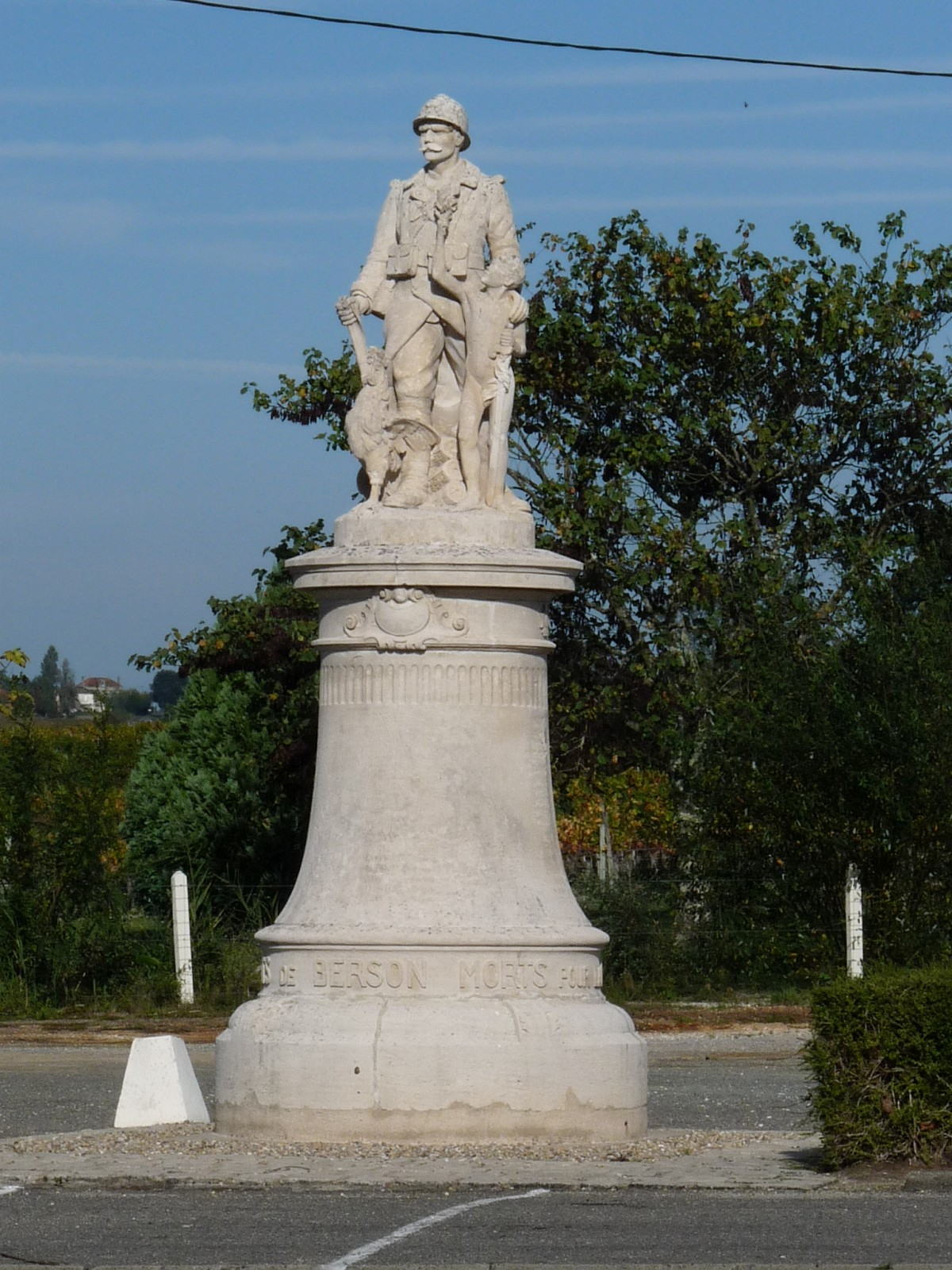
Le monument aux morts de la Première Guerre mondiale

## Personnalités liées à la commune
- Pierre Castel, industriel, président-fondateur du groupe Castel Frères, est né à Berson le 17 octobre 1926.